# ジェイド・レイモンド

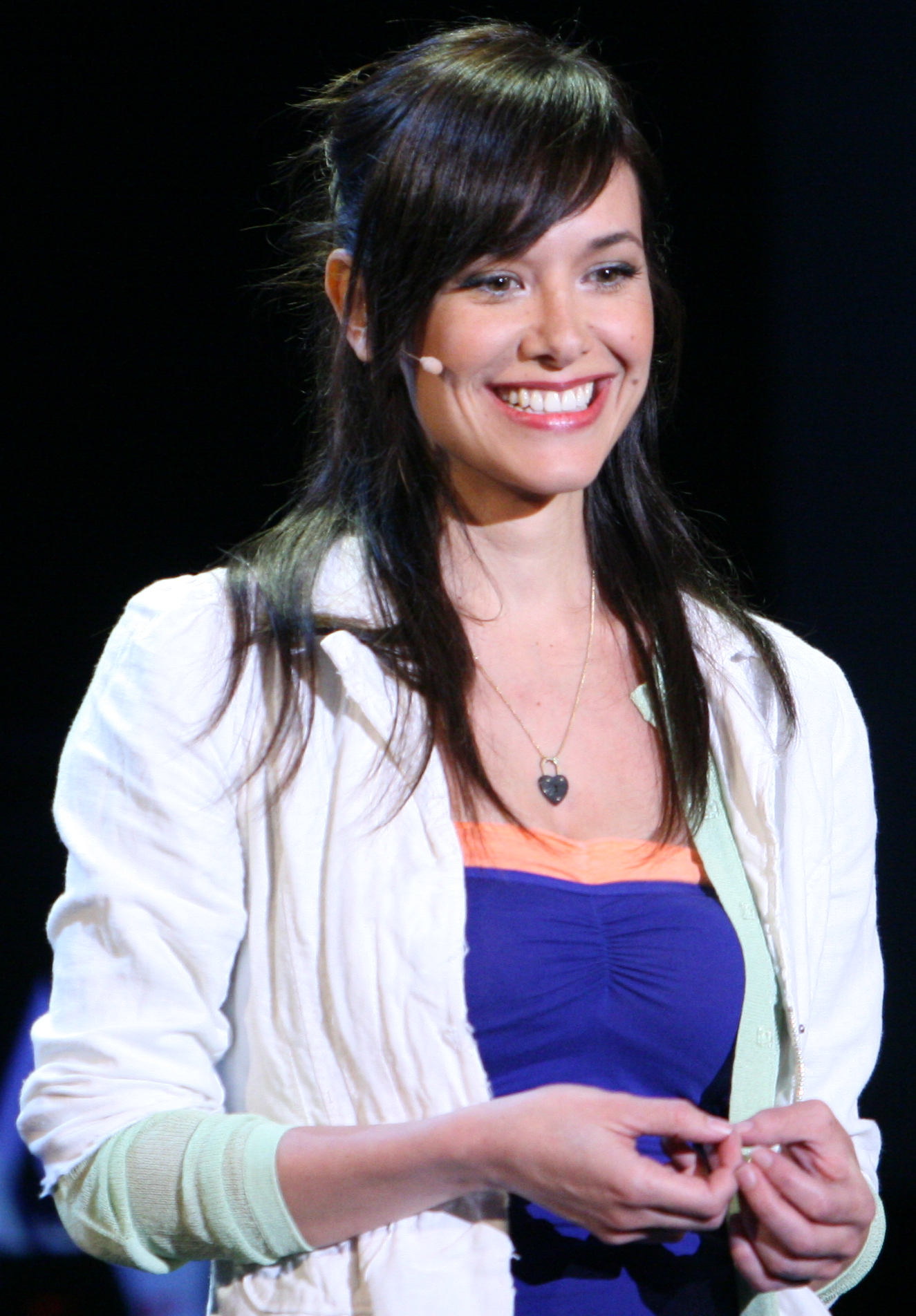
E3 2007にて。

ジェイド・レイモンド（Jade Raymond, 1975年8月28日 カナダ モントリオール - ）は、カナダのコンピュータゲームプロデューサー。G4のテレビ番組『The Electric Playground』の司会も務めている。

## 人物
マギル大学でコンピュータ科学などを学び、ソニーへプログラマーとして就職、そしてソニーオンライン初の研究開発チーム設立に携わった。それから エレクトロニック・アーツで『The Sims Online』のプロデューサーとして働き、ユービーアイソフトのモントリオール・スタジオで『アサシン クリード』のプロデュースを行った。
ヴィクター・ルーカス（Victor Lucas）、トミー・タラリコ（Tommy Tallarico）、ジュリー・ストッファー（Julie Stoffer）らと共にG4の番組『The Electric Playground』の司会を務めている。
また、「LOVE」という、カナダにおける児童暴力根絶を目的としたNPOにも参加している。
彼女は自身を熱心なゲーマーと考えている。
2014年10月にユービーアイソフトを退社した後、2015年7月にエレクトロニック・アーツに入社した。2019年3月にはGoogleに入社し、同社の提供するクラウドゲームサービスGoogle Stadiaを開発するStadia Games and Entertainmentの責任者を務めている。

## 携わった作品

### ソニー・オンライン・エンタテインメント
- Jeopardy! - プログラマー[6]
- Trivial Pursuit - プログラマー

### エレクトロニック・アーツ
- The Sims Online（2002年） - プロデューサー[4]

### There Inc
- There（2003年） - プロデューサー/Art[7]

### ユービーアイ・モントリオール
- アサシン クリード（2007年） - プロデューサー
- アサシン クリード II（2009年） - 制作総指揮
- ウォッチドッグス（2014年） - 製作総指揮

### ユービーアイ・トロント
- スプリンターセル ブラックリスト（2013年） - 製作総指揮[8][9][10]